# Ирландская национальная освободительная армия
Это статья об ИНОА, об ИРА см. Ирландская республиканская армия
Ирландская национальная освободительная армия (ИНОА, ирл. Arm Saoirse Náisiúnta na hÉireann, англ. Irish National Liberation Army) — левая ирландская военизированная организация, которая была сформирована 8 декабря 1974, во время Смуты. Целью организации является отделение Северной Ирландии от Великобритании и создание на всей территории острова Ирландия единой социалистической республики.

## Идеология
Разделяет общую марксистскую идеологию с ирландским республиканским социалистическим движением. Пиком влияния и активности был конец 1970-х — начало 1980-х, в начале XXI века организация является одной из многих маленьких вооружённых республиканских группировок в Ирландии.
В первые годы была известна под именем «Народной Освободительной Армии». В тот период основной задачей была прежде всего защита участников ирландской социалистической партии от нападений со стороны националистов из Ирландской республиканской армии.

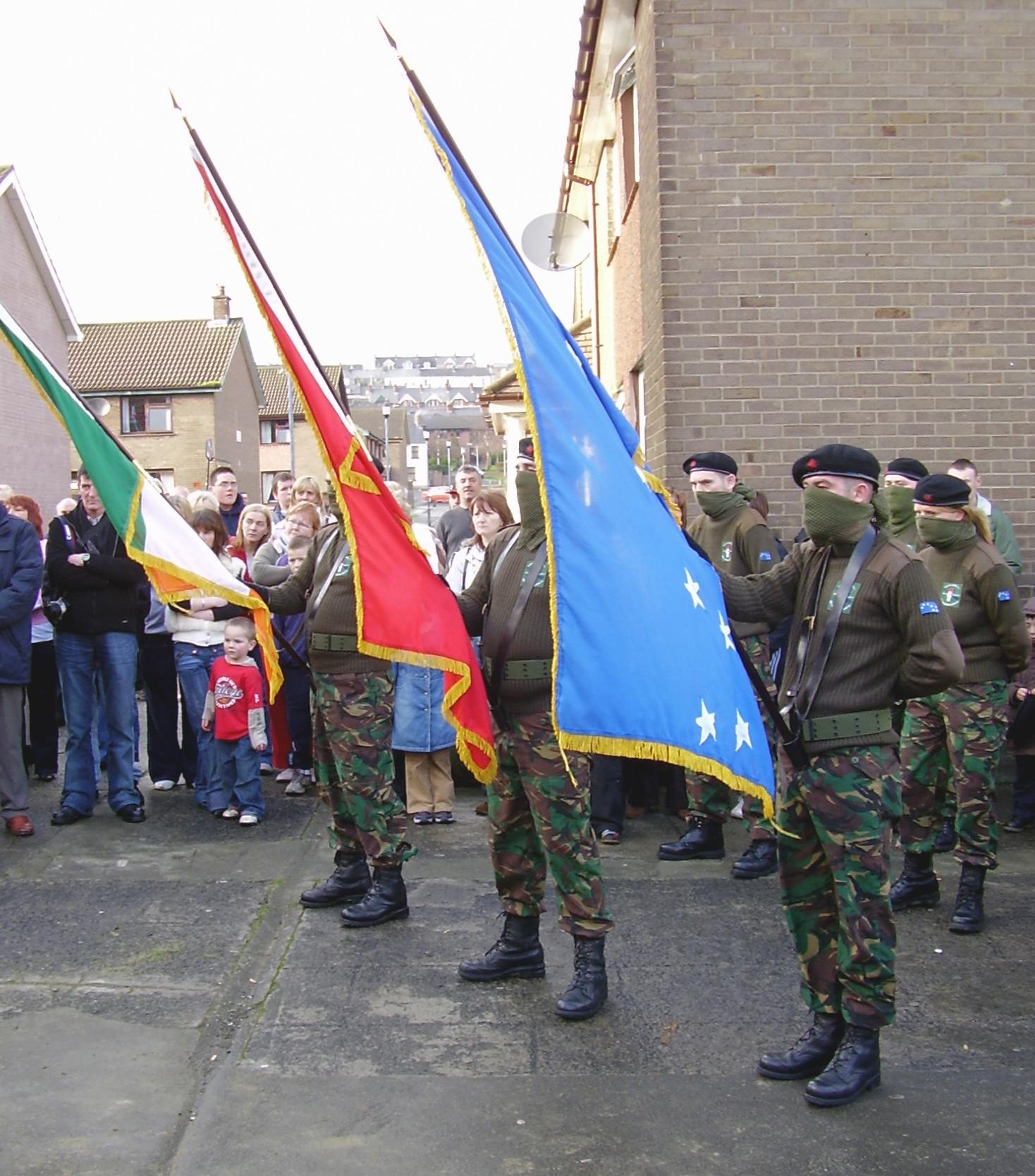
Активисты ИНОА, 2005

ИНОА — организация находящаяся под запретом в Ирландии с 1983, нарушив закон 1939 года. Великобритания запретила деятельность ИНОА согласно антитеррористическому законодательству.